# Пюшпёкладань
Пюшпёкладань (венг. Püspökladány [ˈpyʃpøklɒdaːɲ]) — город на востоке Венгрии в регионе Северный Альфёльд, в медье Хайду-Бихар. Население — 15 117 человек (2009); шестой по величине город в медье. Примерно 97 % населения составляют венгры, около 3 % — цыгане.

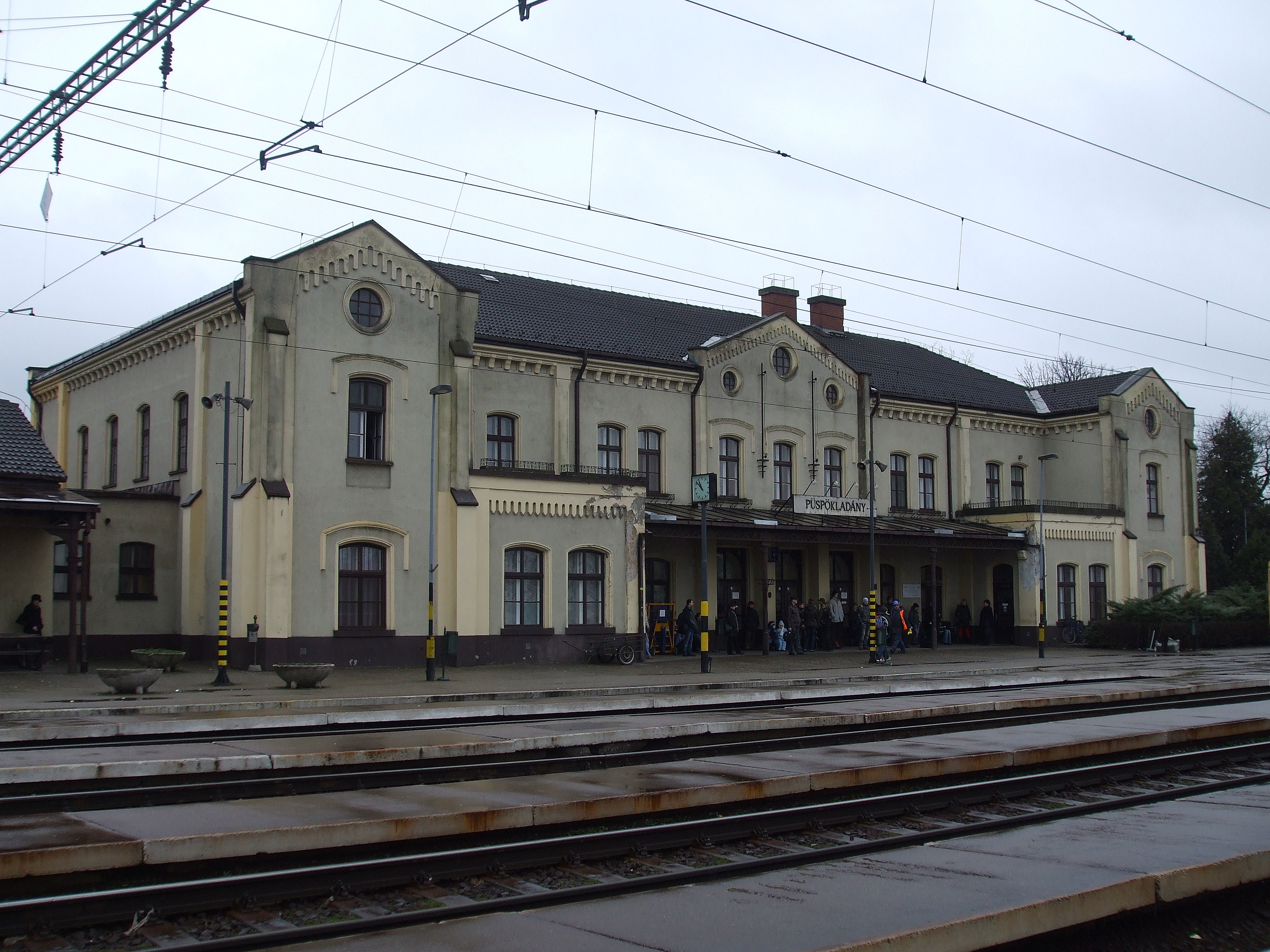
Железнодорожная станция

Через город проходит железная дорога Будапешт — Захонь, две меньших железных дороги, автомобильная трасса E60 и автодорога на расположенный в 45 километрах Дебрецен.

## Население
| Год  | Численность | Численность |
| ---- | ----------- | ----------- |
| 2013 | 15 008      | [ 2 ]       |
| 2014 | 14 815      | [ 3 ]       |
| 2018 | 14 154      | [ 4 ]       |
| 2021 | 13 662      | [ 5 ]       |
| 2022 | 13 369      | [ 6 ]       |
| 2023 | 13 180      | [ 7 ]       |
| 2024 | 13 121      | [ 1 ]       |

## Города-побратимы
- Красныстав, Польша
- Тавастгус, Финляндия